# No Place In Heaven (álbum)
No Place In Heaven es el cuarto álbum de estudio del cantante Mika. Fue publicado el 15 de junio de 2015 a través de Republic Records. Desde un mes antes de su lanzamiento se podía realizar el pedido anticipado del álbum por iTunes.
El sencillo principal del disco es «Talk About You», compuesto por el propio artista, quien también ha participado en la labor de producción junto a Greg Wells. Según la nota de prensa de Virgin EMI, «Talk About You» es pop refinado; pop destinado a sonar en festivales y a través de las ondas radiofónicas de todo el mundo este verano.
En diciembre va a hacer una reedición del álbum, con los temas de Boum Boum Boum, J´ai Pas Envie, Les Baisers Perdus y el sencillo Staring At The Sun en versión francesa, Tant que j'ai le soleil

## Antes del lanzamiento
Mika anunció que su nuevo álbum se titularía No Place In Heaven y que se publicaría el 15 de junio. Éste es el cuarto álbum de Mika, después de Life In Cartoon Motion, The Boy Who Knew Too Much y The origin of love'.
No Place In Heaven está producido por Greg Wells, conocido por sus trabajos con Pharrell Williams, Rufus Wainwright y Adele. Según la nota de prensa, «el disco evoca el pop clásico de los años 70».
Quienes hicieron su pedido anticipado a través de iTunes recibieron un MP3 de las canciones «Talk About You», «Good Guys», «Staring At The Sun» y «Last Party», un homenaje de Mika al que fuera cantante de Queen, Freddie Mercury.

## Sencillos
1. «Boum Boum Boum», 2014
2. «Talk About You», 2015
3. «Last Party», 2015
4. «Good Guys», 2015
5. «Staring At The Sun», 2015

## Videoclips
1. «Boum Boum Boum», 2014
2. «Last Party», 2015
3. «Talk About You», 2015
4. «Good Guys», 2015
5. «Staring At The Sun», 2015
6. «Hurts», 2016

## Formatos y listas de canciones
A través de la página oficial de Mika se dio a conocer que el tema «Boum Boum Boum», lanzado en 2014, formaría parte del álbum, aunque este no aparece en la edición de iTunes.

### Edición estándar
1. «Talk About You»
2. «All She Wants»
3. «Last Party»
4. «Good Guys»
5. «Oh Girl, you’re the devil»
6. «No Place In Heaven»
7. «Staring At The Sun», 2015
8. «Hurts»
9. «Good Wife»
10. «Rio»
11. «Ordinary Man»

### Edición deluxe
1. «Talk About You»
2. «All She Wants»
3. «Last Party»
4. «Good Guys»
5. «Oh Girl, you’re the devil»
6. «No Place In Heaven»
7. «Staring At The Sun», 2015
8. «Hurts»
9. «Good Wife»
10. «Rio»
11. «Ordinary Man»
12. «Promiseland»
13. «Porcelain»
14. «Good Guys (Night time mix)»
15. «L´Amour Fait Ce Quíl Veut»

### Double CD Edition
CD1:
1. «Talk About You»
2. «Good Guys»
3. «L’amour Fait Ce Qu’il Veut» [Bonus track on original deluxe]
4. «All She Wants»
5. «Last Party»
6. «Les Baisers Perdus» [Was on French original release]
7. «No Place In Heaven»
8. «Staring At The Sun», 2015
9. «Hurts»
10. «Boum Boum Boum» [was on French original release]
11. «Good Wife»
12. «J’ai Pas Envie» [was on French version]
13. «Oh Girl You’re The Devil»
14. «Ordinary Man»
15. «Je Chante» [new track]
16. «Tant Que J'ai Le Soleil» Staring at the Sun in French]
17. «Hurts – Nexus Remix» [new mix]
18. «Beautiful Disaster» [new track]
19. «Feels Like Love» [new track]

CD2: 
1. «Toy Boy» - Orchestra Version
2. «Grace Kelly» - Orchestra Version
3. «Underwater» - Orchestra Version
4. «Boum Boum Boum» - Orchestra Version
5. «Relax (Take It Easy)» - Orchestra Version
6. «Last Party - Orchestra» Version
7. «Origin Of Love» - Orchestra Version
8. «Happy Ending» - Orchestra Version
9. «Over My Shoulder» - Orchestra Version
10. «Good Guys» - Orchestra Version
11. «Rain» - Orchestra Version
12. «Any Other World» - Orchestra Version
13. «Love Today» - Orchestra Version
14. «Elle Me Dit» - Orchestra Version

### Edición francesa
1. «Talk About You»
2. «Good Guys»
3. «L´Amour Fait Ce Quíl Veut»
4. «All She Wants»
5. «Last Party»
6. «Les Baisers Perdus»
7. «No Place In Heaven»
8. «Staring At The Sun», 2015
9. «Hurts»
10. «Boum Boum Boum»
11. «Good Wife»
12. «J´ai Pas Envie»
13. «Oh Girl, you’re the devil»
14. «Ordinary Man»

Bonus Tracks
1. «Rio»
2. «Promiseland»
3. «Porcelain»

### Edición CD Box Set (Edición limitada)
Contiene CD Deluxe con un conjunto de cinco copias, una de las cuales será firmada por Mika. La compra de este se puede realizar desde la página oficial de Mika.

### Edición iTunes
1. "Talk About You"
2. "All She Wants"
3. "Last Party"
4. "Good Guys"
5. "Oh Girl You’re the Devil"
6. "No Place in Heaven"
7. "Staring at the Sun"
8. "Hurts"
9. "Good Wife"
10. "Rio"
11. "Ordinary Man"
12. "Promiseland"
13. "Porcelain"
14. "Good Guys, Night Time Mix"

- Datos: Q20086597